# Nitrofília

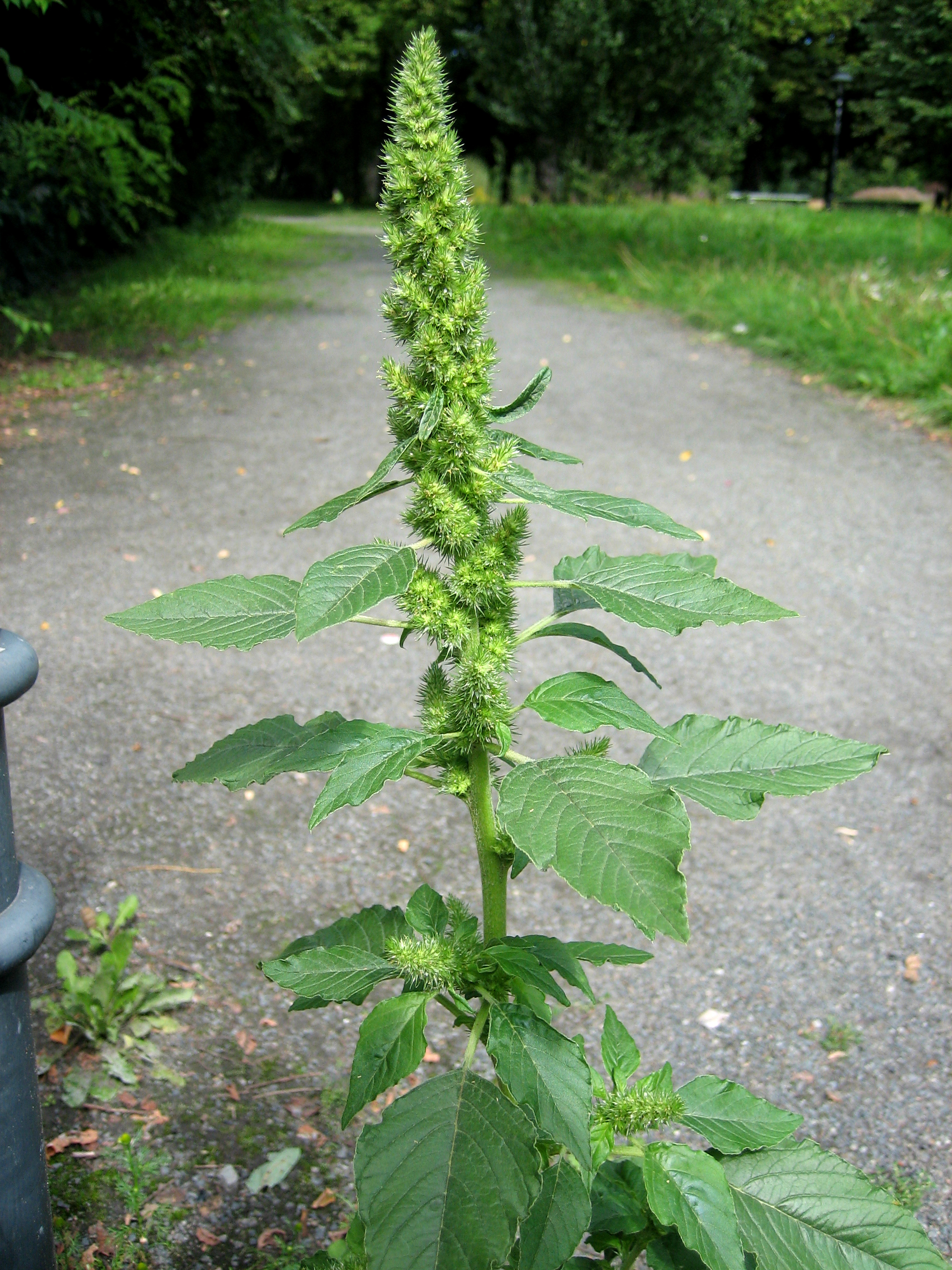
El marxant gros és una planta nitròfila

La nitrofília en botànica es refereix a les plantes que els agrada els sòls molt rics en elements nitrogenats solubles.
Comprèn la vegetació ruderal (al voltant de les habitacions humanes) i l'arvense (les adventícies dels camps de cultiu). La presència de vegetació nitròfila cada vegada és més abundant arreu del món. Sempre es deu a l'activitat animal principalment humana però també d'aus i mamífers especialment els marins. El grau de nitrofília depèn del lloc i intensitat de l'activitat humana. Així per exemple al voltant dels femers, on el nitrogen és més abundant, es fan ortigues i malves, a la vora dels camins fonoll i si a les vores s'hi acumula aigua es fan diversos cards.

## Tipus de vegetació nitròfila
- Vegetació nitròfila i nitro-halòfila frutescent, formada per camèfits i nanofaneròfits, pròpia dels talusos, camps abandonats i ambients ruderals que es presenten sota clima sec i semiàrid. Per exemple al sud-est de la península Ibèrica són característiques males herbes de port arbustiu com Atriplex, Artemisia, Zygophyllum, Fagonia, Thymelaea hirsuta, etc.
- Vegetació nitròfila i escionitròfila, colonitzadora pionera, formada per plantes herbàcies vivaces, biennals o fins i tot anuals de mida gran, que es desenvolupa en sòls alterats, profunds i més o menys humits. Són herbeis densos d'hortes, talusos de regadiu o rambles i també de camins. Són plantes de desenvolupament tardoestival inclouen diveroso cards i l'olivarda Ditrichia viscosa, Piptatherum miliaceum, etc.).
- Vegetació terofítica subnitròfila, que colonitza vores de camins, camps abandonats i clarianes del matoll freqüentades pel ramat, amb florida vernal o primo-estival. Trèvols, diverses gramínies (Aegilops spp., Avena sterilis) i pixallits (Leontodon taraxacoides) són representatius
- Llocs urbans, hipernitròfiles y, de vegades, esciòfiles (bases de murs, roques, etc.): malves, Chenopodium spp. i diverses crucíferes (Sisymbrium spp.).
- Comunitats terofítiques nitrófiles, integrades per plantes postrades adaptades a sòls compactats pel trepig (vores de camins, empedrats, etc.). Pèl de bou (Poa annua) i diverses espècies del gènere Coronopus hi dominen.
- Vegetació rupícola, mural o epífita, exigent en substàncies nitrogenades i que acompanya altres tipus de flora ruderal. Pot deteriora les façanes d'edificis vells, monuments, etc. (Parietaria, melics deVenus, lletsons i arbres com la figuera).
- Vegetació herbàcia vivaç, formada per prats i jonqueres en sòls eutrofitzats per exemple amb grama (Cynodon dactylon).
- Vegetació d'aigua dolça, amb llentia d'aigua, Chara, Potamogeton, etc.). Poden obstruir o espatllar canals i séquies.
- Vegetació higronitròfila, principalment de plantes anuals de desenvolupament des de finals d'estiu i a la tardor. Per exemple en arrossars.
- Vegetació halonitròfila i pionera, de plantes anuals en llocs salins caracteritzats per diverses aizoàcies i cariofil·làcies.
- Vegetació anual, pionera i halonitròfila, per dejeccions marines en platges i estuaris (Salsola kali, Glaucium flavum, Cakile maritima, etc.).[3]